# حادثه لاجو
حادثه لاجو، همچنین با نام ربایش کشتی لاژو، در ۳۱ ژانویه سال ۱۹۴۷ در سنگاپور رخ داد. چهار مرد مسلح از گروه‌های تروریستی ارتش سرخ ژاپن و جبهه مردمی آزادی فلسطین به مجتمع پالایشگاه نفت شل در پولو بوکوم حمله کردند. سپس کشتی لاجو را ربودند و پنج خدمه آن را گروگان گرفتند. این بحران توسط سنگاپور پس از آزادسازی گروگان‌ها در ازای عبور امن تروریست‌ها به خاورمیانه خاتمه یافت.

## زمینه
در ابتدا تروریست‌ها پالایشگاه اسو را در نروژ برای حمله در نظر گرفته بودند. اما با اعلام هشدار ترور عمومی در نروژ این برنامه تغییر کرد.